# Ворог (фільм, 2013)
«Ворог» (англ. Enemy) — канадсько-іспанський психологічний трилер режисера Дені Вільньова. Подвійну головну роль виконав Джейк Джилленхол. Фільм є екранізацією роману Жозе Сарамагу «Двійник». Вперше фільм представлений 8 вересня 2013 року на міжнародному кінофестивалі у Торонто.

## Сюжет
Узявши за рекомендацією випадкового незнайомця диск з фільмом у відеопрокаті, молодий викладач коледжу Адам Белл з подивом помічає, що один з акторів є майже точною його копією. Бажання знайти свого двійника перетворюється для сором'язливого політолога на справжню нав'язливу ідею. Самовдоволений, неврівноважений, розкутий актор Ентоні Клер, котрий зраджує вагітну дружині й живе таємним життям, приваблює Адама наче своєю протилежністю. Тривалі пошуки й вагання, зрештою, обертаються низкою дивних подій, які поступово стирають межу між двома чоловіками.

## Аналіз
Недоговореності, містичні сцени з павуками, зростаюча важка напруга міського ландшафту ставлять перед глядачем глибокі питання про темний бік життя, про прихованого ворога, котрий живе в кожному, про замінність й унікальність кожної людини. Ключем до розуміння картини є епіграф: «Хаос — це поки нерозшифрований порядок». Головний герой викладає історію диктаторських режимів; він наголошує на кількаразово повторюваній лекції, що кожна диктатура «цензурує будь-які прояви індивідуальності». Двійник ставить під сумнів унікальність Адама, де-факто знищуючи його індивідуальність. Поява зовні нерозрізненного з ним чоловіка несподівано перетворює хаотичне життя головного героя на поки незрозумілий для нього порядок, що підсвідомо спонукає його до певних дій, що їх він не бажав спершу робити. І ці вимушені вчинки наче проявляють природну схильність людини до підкорення тоталітарному примусу. Кадри з павуками, яких немає в оригінальній книзі, дозволяють провести надійну паралель з диктаторськими режимами, з міцної павутини яких людині не вибратися, і де останнім смертельно небезпечним павуком може виявитися кожен близький.

## Ролі
| Актор               | Роль                                       |
| ------------------- | ------------------------------------------ |
| Джейк Джилленгол    | Адам Белл / Ентоні Клер (Деніел Сент Клер) |
| Мелані Лоран        | Мері                                       |
| Сара Гадон          | Хелен                                      |
| Ізабелла Росселліні | мати Адама                                 |

## Відзнаки та нагороди
Фільм був представлений до нагород у 50-ти категоріях, отримав 17 нагород, у тому числі:
- Головний приз європейського фентезі-фільму у срібній категорії, 2013[6];
- Премія асоціації кінокритиків Торонто у номінації «Найкращий канадський фільм», 2014[7];
- Премія Гільдії режисерів Канади у категоріях: «Найкращий художній фільм», «Найкращий дизайн», «Найкращий монтаж», 2014[8];
- Канадська кінопремія (Canadian Screen Awards) у категоріях: «Найкращий режисер», «Найкраща актриса», «Найкраща актриса другого плану», «Найкращий монтаж», «Найкраща операторська робота», «Найкраща оригінальна музика», 2014[9];
- Нагорода канадського товариства кінематографістів у номінації «Кінотеатральний повнометражний фільм», 2015[10].

## Український дубляж
Український переклад зробила студія Омікрон на замовлення Гуртом.